# Miargyrite
La miargyrite est une espèce minérale composée de sulfosel d'argent et antimoine, de formule brute AgSbS2, avec des traces d'arsenic et de fer.

## Historique de la description et appellations

### Inventeur et étymologie
Bien que ce minéral ait été isolé dès 1824 par Friedrich Mohs, c'est la description faite en 1829 par le minéralogiste et chimiste allemand Heinrich Rose dans les Annalen der Physik volume 15, éditées cette année-là, qui fait référence. Le mot miargyrite vient du grec μειων (meion), « plus petit » ou « moindre », et ἃργυρος (arguros), « argent », ce qui est une allusion à sa plus faible teneur en argent que la pyrargyrite Ag3SbS3.

### Topotype
Le topotype se trouve dans la mine Neue Hoffnung Gottes, à Bräunsdorf, Freiberg, Saxe, en Allemagne.

### Synonymie
- argent antimonié sulfuré noir[5]
- hemiprismatische Rubinblende (Mohs, 1824)[6]
- hypargyrite (Breithaupt, 1832)[7]
- hypargyron-Blende (Breithaupt, 1832)
- kenngottite (Haidinger, 1856)[8] : dédiée initialement à son confrère Kenngott par Haidinger

## Caractéristiques physico-chimiques

### Critères de détermination
D'éclat métallique à adamantin, la miargyrite est de couleur gris acier à noir de fer, avec une transparence translucide à subopaque. Son habitus est communément en cristaux en forme de baguette pouvant atteindre 1 cm, ou tabulaires développés sur {001}, {100} ou {101}. Les faces des cristaux sont striées parallèlement à [010] et [011]. Sa fracture est subconchoïdale et irrégulière, son trait rouge à rouge cerise.

### Cristallochimie
La miargyrite présente un trimorphisme avec la cuboargyrite et la baumstarkite.
Selon la classification de Strunz, elle est le seul membre du groupe 02.HA.10, faisant partie des sulfures et sulfosels (II) de structure similaire à celle de SnS (2.H) contenant du cuivre, de l'argent ou du fer (2.HA). Selon la classification de Dana, la miargyrite appartient au groupe 3.07.03 des sulfosels (3) de formule chimique générale A+iA2+jByCz où A est un métal, B est un métalloïde et C est un non-métal, avec le rapport z/y = 2 (groupe 3.07).
| Minéral    | Formule | Groupe ponctuel | Groupe d'espace |
| ---------- | ------- | --------------- | --------------- |
| Miargyrite | AgSbS2  | 2/m             | C2/c            |
| Smithite   | AgAsS2  | 2/m             | A2/a            |

### Cristallographie

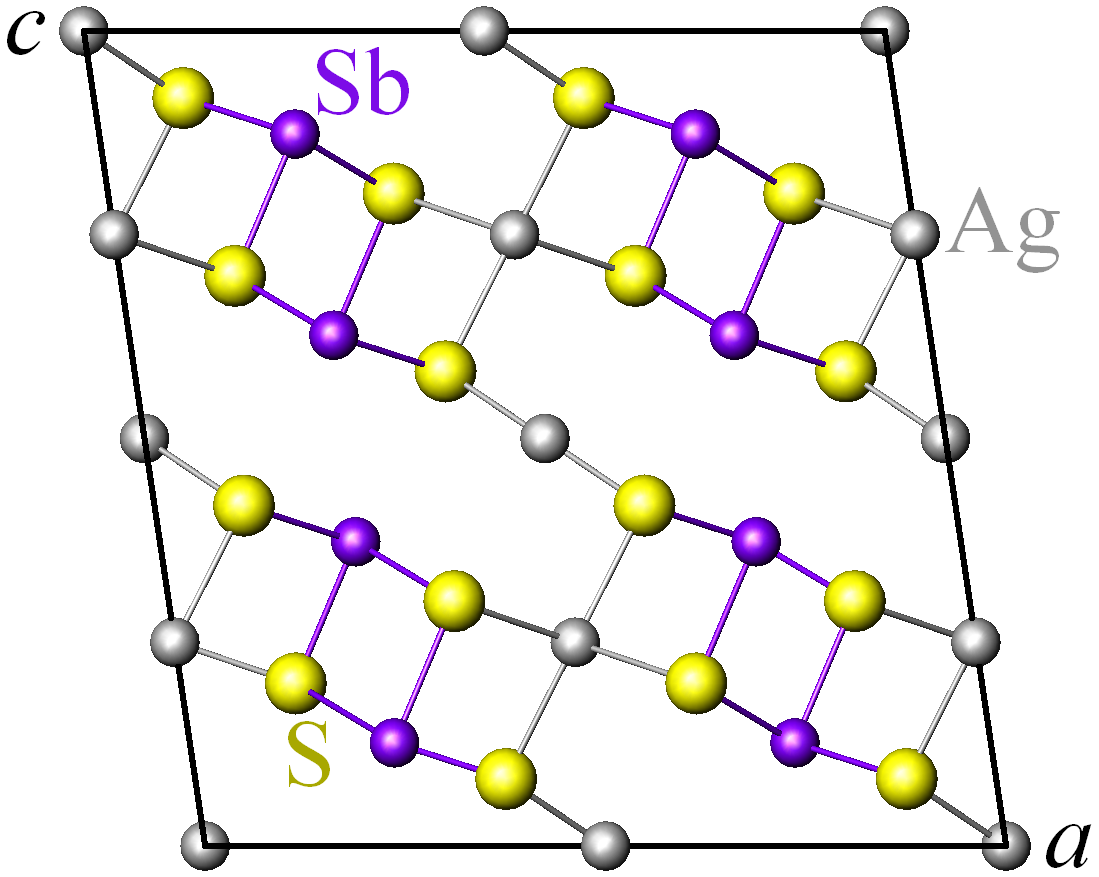
Structure de la miargyrite AgSbS2, projetée sur le plan (a, c). Violet : Sb, gris : Ag, jaune : soufre.

La miargyrite cristallise dans le système cristallin monoclinique, de groupe d'espace C2/c (Z = 8 unités formulaires par maille conventionnelle). Ses paramètres de maille sont {\displaystyle a} = 12,862 Å, {\displaystyle b} = 4,409 Å, {\displaystyle c} = 13,218 Å et β = 98,48° (volume de la maille V = 741,38 Å3) ; sa masse volumique calculée vaut 5,26 g/cm3.
Les atomes d'antimoine ont une coordination (3) d'atomes de soufre, avec une distance de liaison Sb-S moyenne de 2,49 Å.
Les atomes d'argent sont distribués sur deux sites différents, Ag1 et Ag2. Ag1 a une coordination (4) de soufre. Les longueurs de liaison Ag1-S varient peu autour de 2,60 Å, alors que les angles de liaison varient entre 93,4° et 149,8°. Ag2 est en coordination linéaire entre deux atomes de soufre, avec une longueur de liaison Ag2-S de 2,39 Å.
Il existe également deux sites différents pour les atomes de soufre, S1 et S2. S1 est entouré par un atome d'argent et deux atomes d'antimoine, alors que S2 est entouré par deux atomes d'argent et un atome d'antimoine.

## Gîtes et gisements

### Gîtologie et minéraux associés
La miargyrite est trouvée dans les filons des minerais sulfurés argentifères hydrothermaux formés à  basse température, associée aux minéraux argent natif, barytine, baumstarkite, galène, polybasite, proustite, pyrargyrite, pyrite, quartz et sphalérite.

### Gisements producteurs de spécimens remarquables
- Allemagne

Mine Neue Hoffnung Gottes, Bräunsdorf, Freiberg, Saxe (gisement topotype)
- Canada

Silver tunnel, Van Silver Property, Brandywine Creek, Vancouver Mining Division, Colombie-Britannique
Montauban-les-mines, Mékinac RCM, Mauricie, Québec
- France

Le Grand Filon (veine Le Chevalet), Aurouze, Mazerat-Aurouze, Paulhaguet, Haute-Loire, Auvergne
Mine de Lina, Alzen, Foix, Ariège, Midi-Pyrénées
- Pérou

Mine de San Genaro, district de Castrovirreyna, province de Castrovirreyna, département d'Huancavelica,